# Pristimantis gretathunbergae
Pristimantis gretathunbergae, comummente conhecida como rã-greta-thunberg, é uma rã, descoberta no Panamá, descrita em 2022 e nomeada em homenagem à ativista sueca Greta Thunberg.

## Descrição
Descrita em 2022, a espécie P. gretathunbergae é irmã do grupo de espécies Pristimantis erythropleura - penelopus, do norte da Colômbia.
Esta rã pode medir até cerca de 46 milímetros de comprimento, caracteriza-se pelo focinho curto e arredondado e pelos proeminentes olhos negros. Exibe, ainda, uma coloração olivácea, matizada por tons avermelhados ou amarelados no dorso.
Vive em pequenos depósitos de água, armazenados em cavidades de plantas, chamadas fitotelmos, mais concretamente, os que se formam dentro de bromelíades, nas florestas brumosas do Monte Chucantí e doutras montanhas da Região de Darién, no Panamá central.

## História natural

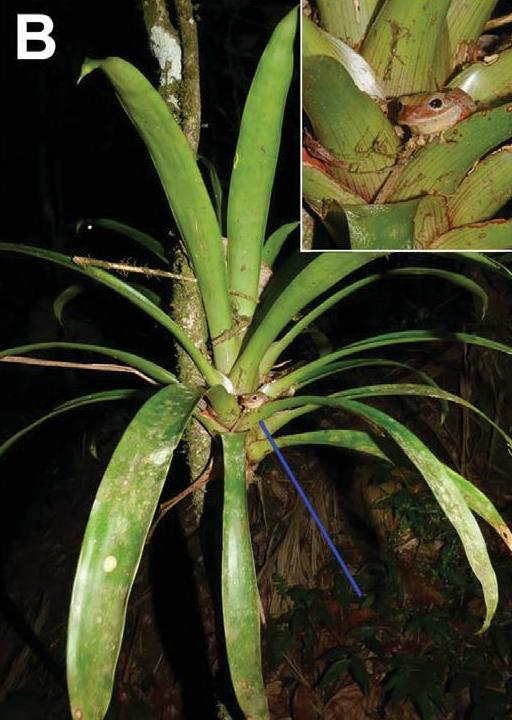
Microhabitat em uma bromeliaceae
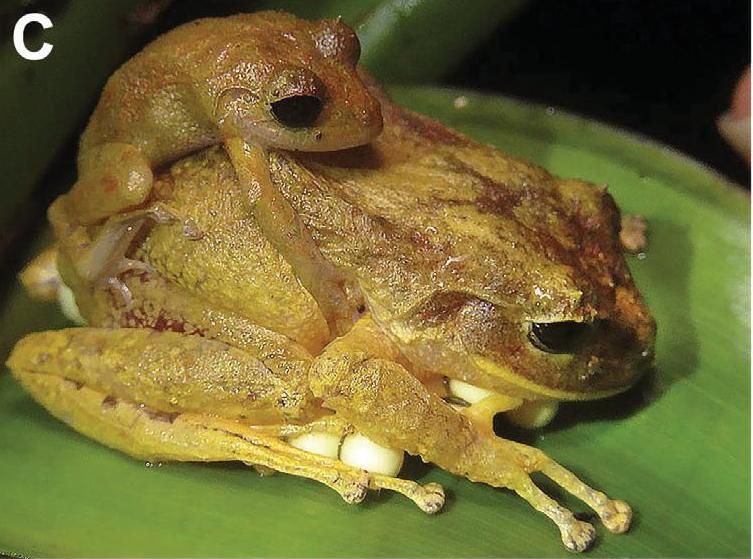
Cópula
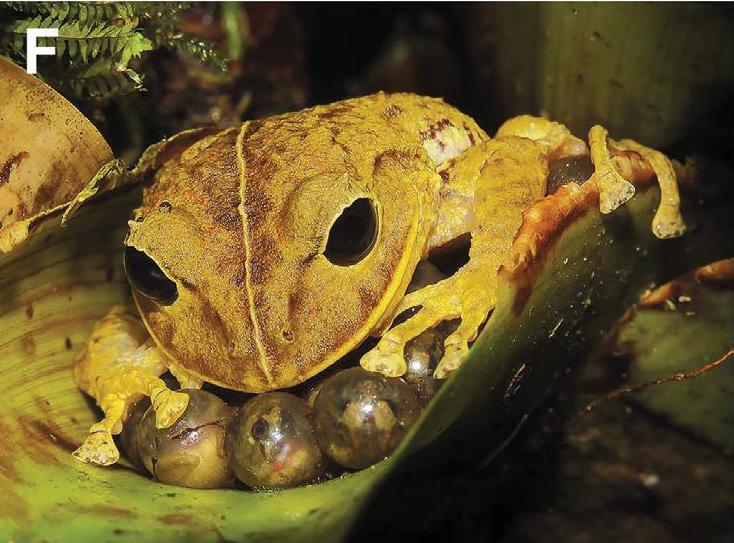
Cuidado parental dos ovos pela fêmea